# رصدخانه هامبورگ
رصدخانه هامبورگ ( آلمانی: Hamburger Sternwarte   ) یک رصدخانه نجومی است که در ناحیه برگدورف در شهر هامبورگ در شمال آلمان واقع شده است. این رصد خانه از سال ۱۹۶۸ تحت مالکیت و اداره دانشگاه هامبورگ آلمان است، اگرچه در سال ۱۸۲۵ در شهر هامبورگ تأسیس شد و در سال ۱۹۱۲ به مکان فعلی خود منتقل شد.  تلسکوپ رصدخانه که در برگدورف وجود دارد ، قبلا در دو مکان دیگر در هامبورگ، و در رصدخانه های دیگر در سراسر جهان به کار گرفته شده است، و همچنین در ماموریت های فضایی پشتیبانی بسیاری میکند.
بزرگترین جرم نزدیک به زمین در این رصدخانه توسط ستاره شناس آلمانی والتر باده در رصدخانه برگدورف در هامبورگ در ۲۳ اکتبر ۱۹۲۴ کشف شده است. این سیارک که سایرک ۱۰۳۶ نام دارد، حدود ۲۰ مایل (۳۵ کیلومتر)  قطر دارد. 
تلسکوپ بازتابی یک متری هامبوریگ یکی از بزرگترین تلسکوپ های اروپا بود و براساس برخی از معیار ها چهارمین تلسکوپ بزرگ در جهان بود. رصد خانه دارای یکی از بهترین عدسی های بزرگ به سبک قدیمی ، یک تلسکوپ با عدسی ۶۰ سانتی متر ( دیافراگم ۲۳.۶~) با فاصله کانونی ۹ متر (~۱۰ یارد) است ، و همچنین یک تلسکوپ کوچکتر نیز وجود دارد، یکی از قرن 19 که باقی مانده است. یکی دیگر از موارد مهم تاریخی وجود اولین و اصلی تلسکوپ اشمیت است ، نوعی که به دلیل میدان وسیع آن مورد توجه قرار گرفته است .